# Vadsbo södra domsaga
Vadsbo södra domsaga var en domsaga i Skaraborgs län. Den bildades 1864 genom delning av Vadsbo domsaga. Domsagan upplöstes den 1 januari 1929 då Vadsbo domsaga återbildades.
Domsagan låg i domkretsen för Göta hovrätt. Antalet tingslag i domsagan utgjorde två fram till 1 januari 1891, då de slogs ihop till ett.
Fram till 1910 skrevs domsagans namn också Södra Vadsbo domsaga.

## Tingslag
- Binnebergs tingslag; till 1 januari 1891
- Valla tingslag; till 1 januari 1891
- Binnebergs och Valla tingslag; från 1 januari 1891

## Häradshövdingar
- 1863–1883 Karl Gustaf Fredrik von Mentzer
- 1884–1898 Karl Pontus Lagerberg
- 1898–1927 Lave Robert Beck-Friis

## Valkrets för val till andra kammaren
Mellan andrakammarvalen 1866 och 1908 utgjorde Vadsbo södra domsaga en valkrets: Vadsbo södra domsagas valkrets. Valkretsen avskaffades vid införandet av proportionellt valsystem inför valet 1911 och uppgick då i Skaraborgs läns norra valkrets.

### Fotnoter
1. ↑   (PDF) Folkräkningen den 31 december 1930, I, Areal och folkmängd inom särskilda förvaltningsområden m.m., Befolkningsagglomerationer. Stockholm: Statistiska centralbyrån. 1935. sid. 200. Arkiverad från originalet den 26 oktober 2014. https://www.webcitation.org/6TbpmPsGq?url=http://www.scb.se/Grupp/Hitta_statistik/Historisk_statistik/_Dokument/SOS/Folkrakningen_1930_1.pdf. Läst 26 oktober 2014 Arkiverad 24 september 2015 hämtat från the Wayback Machine.
2. ↑   (PDF) Bidrag till Sveriges officiella statistik. A. Befolkningsstatistik Statistiska centralbyråns underdåniga berättelse för år 1900. Andra afdelningen: Areal och folkmängd för särskilda administrativa, judiciella och ecklesiastiska områden jämte uppgifter om främmande trosbekännare. Stockholm: Statistiska centralbyrån. 1906. sid. 50. Arkiverad från originalet den 2 oktober 2014. https://www.webcitation.org/6T1dBOrTB?url=http://www.scb.se/H/BISOS%201851-1917/BISOS%20A%20Befolkning%201851-1910/Befolkning-A-1900-andra.pdf. Läst 2 oktober 2014 Arkiverad 11 november 2013 hämtat från the Wayback Machine.